# BAP Mollendo (ATC-131)
El BAP Mollendo (ATC-131) es un Buque de logística naval y transporte de 18.400 toneladas de desplazamiento y 154 metros de eslora, construido en los astilleros del Servicio Industrial de la Marina de Guerra del Perú (SIMA-PERÚ) en El Callao. Fue botado el 15 de julio de 1970 y fue dado de alta en la Marina el 25 de mayo de 1972.

## Historial
Fue construido para desempeñarse primariamente como Unidad de Transporte de Carga Militar y Apoyo Logístico y secundariamente para operar a órdenes de la Oficina Naviera Comercial para Transporte de Carga General. Desde que fue asignado a la Oficina Naviera Comercial realizó un total de 118 viajes comerciales hacia los principales puertos del mundo recorriendo una distancia aproximada de 900.000 millas, transportando un millón de toneladas métricas de carga diversa.
El BAP Mollendo es parte de la Flotilla de Superficie N° 2, de la Comandancia de la Escuadra, es capaz de utilizarse, debido a las características de sus bodegas y capacidades de sus grúas para transportar armas, vehículos y efectivos militares; así como personal y material en Operaciones militares de Apoyo Logístico.
El año 2002, fue objeto de varias reformas y acondicionamientos para ser utilizado como Buque Escuela de Instrucción y viene realizando los viajes de Instrucción al Extranjero con los Cadetes de Segundo y Cuarto Año de la Escuela Naval del Perú, habiendo visitado en esa condición muchos puertos del mundo.